# Tomaso Antonio Vitali
Tomaso Antonio Vitali zvaný Vitalino (7. března 1663 Bologna – 9. května 1745 Modena) byl italský houslista a hudební skladatel.

## Život
Tommaso Antonio Vitali se narodil 7. března 1663 v Bologni. Byl synem známého violoncellisty a hudebního skladatele Giovanni Battisty Vitaliho. V roce 1675 odešel s otcem do Modeny ke dvoru modenského vévody d'Este. Otec byl patrně zástupcem dvorního kapelníka (vicemaestro di cappella) orchestru vévody Františka II. a Tommaso se stal členem orchestru jako houslista.
V Modeně studoval kompozici a kontrapunkt u Antonia Marii Pacchioniho. Stal se úspěšným skladatelem instrumentální hudby. Jeho Ciacona pro housle a basso continuo (i když existují pochyby o autorství) patří mezi nejhranější houslové skladby. Celý svůj život strávil v Modeně. Nejprve jako instrumentalista a později jako ředitel orchestru. Tuto funkci zastával až do odchodu do výslužby v roce 1742, tři roky před svou smrtí.
Byl rovněž vyhledávaným pedagogem. Mezi jeho žáky byli např. Evaristo Dall'Abaco, Jean Baptiste Senaillé, Girolamo Nicolò Laurenti a Luca Antonio Predieri. Francouzský houslista Senaillé se po návratu do Francie zasloužil o zavedení italské metody hry na housle na francouzském dvoře.

## Dílo

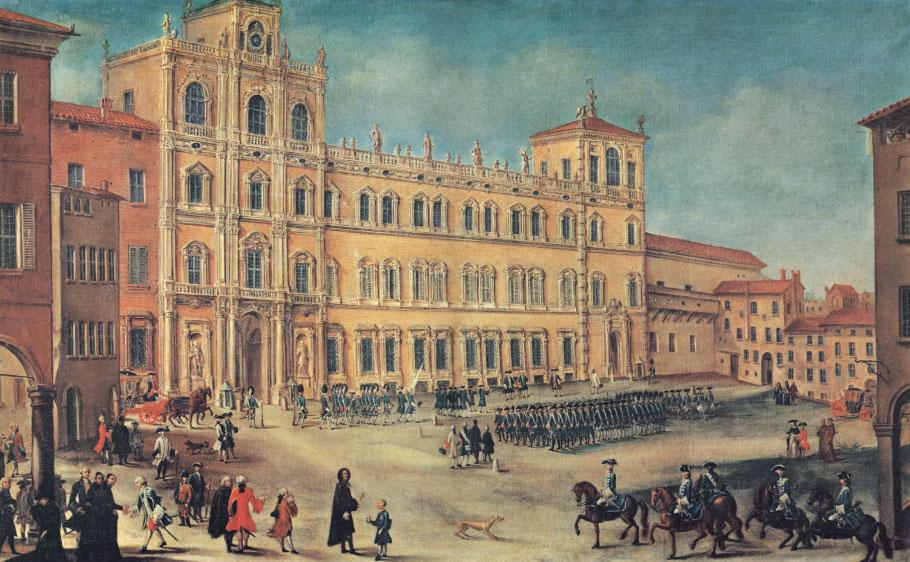
Vévodský palác v Modeně v 18. stol.

- Sonate à tre, doi violini, violoncello col basso per l’organo, op.1 (Modena, 1693)
- Sonate à doi violini col basso per l’organo, op. 2 (Modena, 1693)
- Sonate à tre da camera, op. 3 (Modena, 1695)
- Concerto di Sonate à violino, violoncello e cembalo, op. 4 (Modena, 1701)
- Una sonata per 2 violini e basso in una raccolta d’epoca
- Ciaccona per violino solo e basso figurato in sol minore